# Echem
Echem là một đô thị của huyện Lüneburg, bang Niedersachsen, Đức. Đô thị này có diện tích 10,72 km². Echem có dân số 1021 người (thời điểm ngày 31 tháng 12 năm 2007).